# سامانه تصویری مداربسته

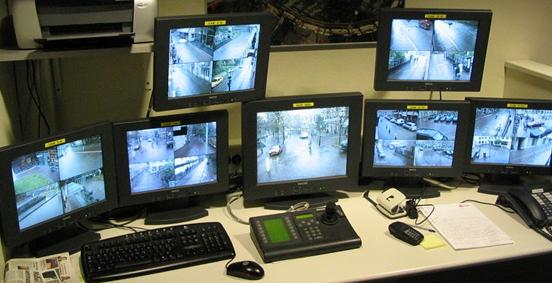
اتاق مانیتورینگ

تلویزیون مداربسته، سامانه تصویری مداربسته یا سامانه نظارت تصویری، مجموعه‌ای است که به تصویربرداری توسط دوربین‌های ویدئویی و انتقال تصاویر برای نمایش محدود می‌پردازد. این سامانه‌ها از نظر چگونگی تهیه، مشاهده و ضبط اطلاعات به دو گروه الکترونیک آنالوگ و دیجیتال دسته‌بندی می‌شوند.

## پیشینه
سامانهٔ تلویزیون مداربسته برای نخستین بار در سال ۱۹۴۲ و در جریان فرایند تولید موشک‌های وی-۲ آلمان توسط شرکت زیمنس به‌کار گرفته شدند.
کاربرد دیگر از دوربین مداربسته برای نخستین بار در سال ۱۹۶۸ در ایالات متحده آمریکا، شهر نیویورک، برای مبارزه با جرم و جنایت بود.
دوربین‌های مداربسته در ابتدا به عنوان ابزاری برای افزایش امنیت در بانک توسعه داده شدند.

## اهداف

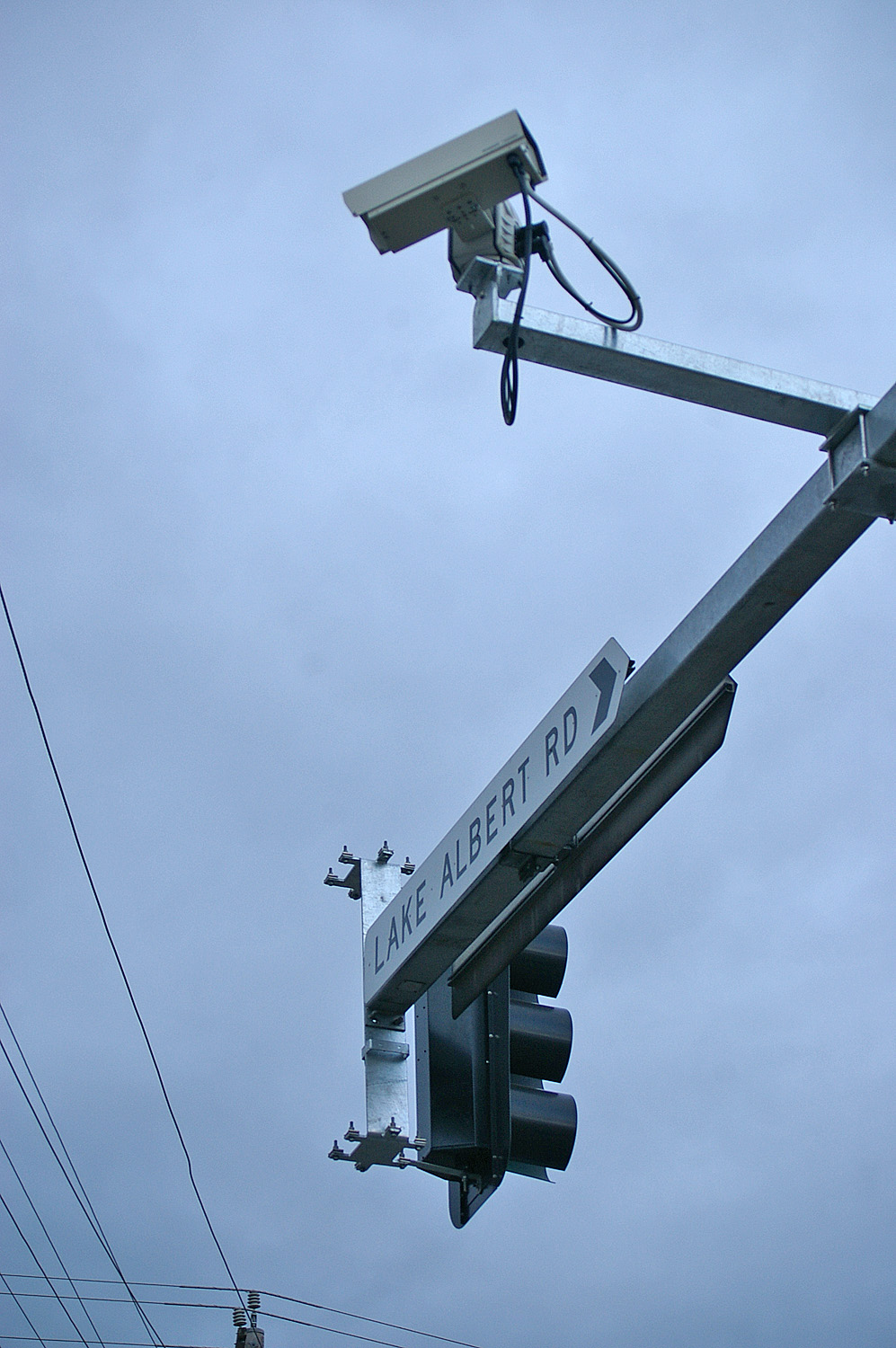
کاربرد در کنترل ترافیک

تهیهٔ تصاویر مداربسته ممکن است یک یا چندتا از این اهداف اصلی را دنبال کند:
- حفاظت، حراست و ایمنی
- کنترل، مدیریت و نظارت
- آموزش و پژوهش

امروزه از این سامانه برای حفاظت و نظارت بر اماکن مهم، پرتردد و یا پرخطر استفاده می‌شود. موزه‌ها، فروشگاه‌ها، زندان‌ها، فرودگاه‌ها، ایستگاه‌های مترو و راه‌آهن و حتی بیمارستانها و مدارس
از دیگر اماکنی است که به این سامانه‌ها مجهز شده‌اند. با وجود این سامانه، امکان شناسایی و تعقیب راحت‌تر مجرمان فراهم خواهد بود.
البته در برخی اماکن همچون فروشگاه‌ها ابزارهای نظارتی دیگری هم همچون گیت فروشگاهی یا به اصطلاح دزدگیر لباس استفاده می‌شود که نواقص این ابزار را برطرف می‌سازد. کارکرد دیگر سامانه‌های مداربسته، کارکرد نظارتی است. امروزه مدیران زیادی به وسیلهٔ این سامانه‌ها بر کار نیروهای خود نظارت دارند. همچنین کنترل ترافیک در شهرها نیز بر اساس این کارکرد سامانه‌های مداربسته استوار است.

## فناوری‌ها
دوربین‌های آنالوگ معمولی
- دوربین‌های آنالوگ HD
- دوربین‌های تحت شبکه IP

سامانه‌های آنالوگ که بر اساس یک سیگنال پیوسته کار می‌کنند، نسبت به سامانه‌های دیجیتال از قدمت بیشتری برخوردارند. اجزای اصلی یک سامانهٔ مداربسته در این سامانه را، دوربین مداربسته آنالوگ، مانیتور، دی‌وی‌آر، وی‌سی‌آر (ویدئوی مخصوص ضبط تصاویر)، سوییچ‌های دستی و اتوماتیک (برای انتخاب دستی یا خودکار دوربین)، پن و تیلت‌ها (موتورهای حرکت دهنده دوربین)، مالتی‌پلکسرها یا کوادها (برای تبدیل یک مانیتور به چندین مانیتور) و کابل‌های کواکسیال (دارای مغزی و شیلد) تشکیل می‌دهند. هزینهٔ ضبط تصاویر در این سامانه‌ها (به‌علت نیاز به نوارهای ویدئویی و قیمت بسیار بالای وی‌سی‌آر) بسیار بیشتر از سامانه‌های دیجیتال است.
در سامانه‌های دیجیتال، تصویر در ابتدا به صورت دیجیتال برداشته شده یا توسط یک دیجیتایزر (دیجیتال‌کننده) به صورت دیجیتال به سامانه وارد می‌گردد. از اینجا به بعد، می‌توان با تصویر ورودی به مثابه «اطلاعات» برخورد نمود. بدین معنی که پردازش، ضبط و تکثیر آن نیاز به سخت‌افزار خاصی نداشته و برای همه گونه عملیات، می‌توان از یک رایانهٔ خانگی بهره برد.
امروزه گاهی از ترکیب دو سامانه نیز استفاده می‌گردد.
استفاده از دوربین‌های ویدئویی برای انتقال سیگنال به یک جای خاص، در مجموعه‌ای محدود از ناظران است.
دوربین‌های مداربسته، اغلب برای نظارت بر مناطق استفاده می‌شود که ممکن است نیاز به نظارت مانند بانک‌ها، قمارخانه‌ها، فرودگاه‌ها، تأسیسات نظامی و فروشگاه‌ها تکیه دارد.
سامانه‌های دوربین‌های مداربسته ممکن است به‌طور مداوم کار کند یا تنها ملزم به نظارت بر رویدادهای خاص باشد. شکل پیشرفته‌تری از دوربین‌های مداربسته، با بهره‌گیری از دستگاه‌های ضبط دیجیتال تصاویر (DVRs) ضبط صدا را نیز فراهم می‌کند. با انواع کیفیت و عملکرد و ویژگی‌های گزینه‌های اضافی (مانند تشخیص حرکت و ارسال یک پیام یا ایمیل هشدار)

## انواع دوربین‌های مداربسته

### دوربین مداربستهٔ صنعتی
این نوع دوربین مداربسته را می‌توان خاص‌ترین نوع دوربین مداربسته دانست؛ که ممکن است در تمامی شرایط محیطی ولی در حالت‌های خاص استفاده شود.
یکی از ویژگی‌های مهم این دوربین‌های مداربسته توابع پردازش تصویری است که در طراحی آن‌ها لحاظ شده‌است. در مکان‌ها و شرایطی که نیاز به قابلیت‌های خاص از قبیل BLC , HLC, WDR, ATR , ATW و … است بیشتر از دوربین‌های صنعتی استفاده می‌شود.
برروی این دوربین‌ها هنگام خرید نه پایه وجود دارد، نه لنز و نه کاور ضدآب و تک‌تک این اقلام باید به‌طور جداگانه تهیه شود. در واقع یکی از قابلیت‌های دوربین همین انعطاف‌پذیری بالای آن است. برای شرایط نصب خاص می‌توان پایه‌های خاص، برای فواصل بسیار کم یا زیاد می‌توان از لنزهای خاص یا برای شرایط آب و هوایی خاص کاورهای ضدآب یا کاورهای دید در شب یا کاورهای فن‌دار استفاده شود. دوربین‌های صنعتی مانند سایر تجهیزات الکترونیکی صنعتی دیگر می‌بایست امکان استفاده در شرایط سخت را برای کاربر فراهم سازد. تصویربرداری در شرایط جوی نامساعد از لحاظ دما، رطوبت، گرد و خاک، گازهای قابل انفجار و …. اگرچه ممکن است در برخی دوربین‌های صنعتی و در برخی برندها قابلیت‌های تکنیکال این دوربین‌ها نیز با دوربین‌های معمول متفاوت باشد اما این نکته همیشه صادق نیست. عموماً دوربین‌های صنعتی کامپکت نیستند یعنی کاور، لنز و پایهٔ آن بسته به محل نصب و کاربری، توسط طراح جداگانه انتخاب می‌شود و این انعطاف‌پذیری به واسطهٔ مصارف محدود آن نسبت به سایر دوربین‌های دیگر است اگرچه همین امر، قیمت این دوربین‌ها را بالاتر می‌برد.
دوربین‌های مداربستهٔ صنعتی دارای شکل جعبه‌ای هستند و اغلب جنس آن‌ها پلاستیک است. این دوربین‌ها دارای قابلیت استفاده از لنز خارجی هستند و می‌توانند در شرایط مختلف، دقیق‌تر عمل بکنند و معمولاً در شرایطی از دوربین مداربستهٔ صنعتی استفاده می‌شود که نیاز به تصویربرداری خیلی دقیق و زوم کردن و … در شرایط سخت باشد.

### دوربین مداربستهٔ دام[۵]
کاربرد اصلی این دوربین‌ها در مکان‌های مسقف است. این دوربین‌ها دارای لنزهای واید با فاصلهٔ کانونی کوچک (۳٫۶ یا ۴ میلی‌متر) و لنزهای وریفوکال یا متغیر با فاصلهٔ کانونی (۲٫۸ تا ۱۲ میلی‌متر) است. این دوربین‌ها بیشتر مواقع بر روی سقف نصب می‌شوند.

#### انواع دوربین مداربستهٔ دام

##### دوربین داخلی
دوربین مداربستهٔ دام داخلی در برابر رطوبت و گرد و غبار مقاوم نیست و برای داخل ساختمان، فروشگاه و اداره طراحی‌شده‌است.

##### دوربین بیرونی
دوربین مداربستهٔ دام بیرونی در برابر رطوبت و گرد و غبار مقاوم است و اجازهٔ ورود آب و گرد و غبار را به داخل دوربین نمی‌دهد. این دوربین‌ها مناسب نصب در اطراف ساختمان و محیط‌های بیرونی هستند.

### دوربین مداربستهٔ بولت
این دسته از دوربین‌های مداربسته برای محیط‌های خارجی طراحی شده‌اند. قاب ضدآب، این دوربین‌ها را قادر می‌سازد تا در محیط‌های بیرونی و با شرایط جوی بد به راحتی کار کنند. همچنین همهٔ این دوربین‌ها قابلیت دید در شب (با استفاده از مادون قرمز) دارند و می‌توانند در شرایط نوری بسیار تاریک به راحتی تصویربرداری کنند.

### دوربین مداربستهٔ اسپید دام
می‌توان گفت این دوربین کامل‌ترین نوع دوربین مداربستهٔ رنگی است که دستگاه کنترلر و کیبورد خاص خود را دارد، گردان است و لنز زوم دارد. می‌تواند شدت نور را تنظیم کند. دور و نزدیک شدن تصاویر را در آن می‌توان کنترل نمود، روی سقف نصب می‌شود و تمامی برنامه‌ریزی‌ها و فرمان‌های لازم از طریق کیبورد کوچک و خاص آن قابل اعمال است. هر تصویر را می‌توان مجموعه‌ای از نقاط ناپیوسته فرض کرد که در کنار هم قرار می‌گیرند و مجموعاً یک تصویر را می‌سازند. هر کدام از این نقاط در هر لحظه می‌توانند خصوصیات متفاوتی داشته باشند. می‌توان مسیری خاص برای دوربین تعریف کرد و دوربین را برنامه‌ریزی کرد تا در هر شرایط زمانی مختلف، مسیر یا نقاط خاصی را تصویربرداری کند.

### دوربین مداربستهٔ مینیاتوری
دوربین مداربستهٔ مینیاتوری یا پین هول (به انگلیسی: Pinhole), دوربین‌های مداربسته‌ای با ابعاد بسیار کوچک هستند. این دوربین‌ها که دارای لنزی کوچک هستند به راحتی قابل پنهان‌سازی در پشت سطوح مختلف هستند. برای این منظور سوراخ کوچکی روبه‌روی لنز ایجاد می‌کنند و تصاویر محیط را مشاهده می‌نمایند. لنز این دوربین‌ها از نوع ثابت (به انگلیسی: FIX) است.
دوربین‌های مداربستهٔ مینیاتوری با توجه به کاربرد مخفی آن‌ها دارای قابلیت دید در شب نیستند. این دوربین‌ها معمولاً دید مناسبی در نور کم ندارند و برای داشتن تصویر مناسب باید نور محیط را به خوبی تأمین کرد.

### دوربین مداربستهٔ چشم ماهی (Fisheye)
این مدل دوربین مداربسته برای پوشش تصویر ۱۸۰ درجه و ۳۶۰ درجهٔ محیط به‌کار می‌رود. معمولاً مجهز به میکروفون و بلندگوی داخلی برای ارتباط صوتی دوطرفه در محیط هستند.
قدرت دید در شب دوربین چشم ماهی معمولاً بین ۱۰ تا ۱۵ متر است و بیشتر برای محیط‌های داخلی نصب هستند.

### دوربین مداربستهٔ قدی (Height Strip)
نوع جدیدی از دوربین‌های مداربسته که در ورودی محل مورد نظارت نصب می‌شوند و تصویر را متناسب با قد افراد ثبت می‌کنند. این موضوع باعث ثبت تصویر بهتر از چهرهٔ افراد می‌شود. این دوربین‌ها معمولاً مجهز به سامانهٔ تشخیص چهرهٔ انسان هستند.

### دوربین تحت شبکه
دوربین‌های تحت شبکه که معمولاً با عنوان دوربین‌های IP نیز معرفی می‌شوند را می‌توان متشکل از یک دوربین و یک کامپیوتر که با هم ترکیب شده‌اند توصیف کرد. بخش‌های اصلی یک دوربین تحت شبکه شامل یک لنز، یک سنسور تصویر، یک یا چند پردازشگر و یک حافظه است. از پردازشگرها برای پردازش تصویر، فشرده‌سازی (برای ذخیرهٔ تصاویر)، آنالیز ویدئویی تصاویر و قابلیت‌های تحت شبکه استفاده می‌شود. از حافظه برای ذخیره‌سازی Firmware دوربین‌های تحت شبکه و همچنین برای ضبط تصاویر در خود دوربین و بدون نیاز به ابزار ذخیره‌سازی پشتیبان استفاده می‌شود.

## کاربردها

### فرایندهای صنعتی
دوربین‌های مداربسته، فرایندهای صنعتی با شرایط خطرناک برای انسان را تحت نظارت دارند. استفاده از دوربین‌های گرمانما برای اندازه‌گیری دمای پروسه رایج است.

### نظارت بر ترافیک
بسیاری از بزرگراه‌ها برای بررسی وضعیت راهبندان، تخلفات رانندگی و ترافیک، به شبکه‌های گستردهٔ نظارتی با استفاده از دوربین‌های مداربسته مجهز هستند.

### ایمنی
دوربین‌های مداربسته ممکن است برای بهبود و نظارت بر امنیت اماکن و شهروندان در جاده‌ها، قطار، مترو، پارک‌ها، موزه‌ها، بازارها و دیگر محیط‌های عمومی نصب شوند.

### مبارزه با جُرم و جنایت
دوربین‌های مداربسته همواره دارای مزایا و معایب متعددی هستند اما ظاهراً مزایای آن بر معایبش چیرگی دارد؛ زیرا همواره افرادی در جوامع مختلف وجود دارند که می‌خواهند از خط قرمزها عبور نمایند؛ بنابراین وجود این ابزار سبب می‌شود از ترس شناسایی شدن مرتکب تخلف و جُرم نشوند یا اگر شدند به راحتی با این ابزار سودمند شناسایی می‌شوند.

### بازاریابی و مدیریت فروش
دوربین‌های مداربستهٔ تحت شبکه مجهز به قابلیت‌هایی برای پردازش تصویر و استخراج اطلاعات از تصویر هستند. به عنوان مثال:
شمارش ورود و خروج افراد
تهیه نقشه حرارتی از محل‌های تجمع و تردد افراد
این قابلیت‌ها به مدیر یک کسب و کار اجازه می‌دهد آمار دقیقی از مراجعه کنندگان به فروشگاه یا محل تجاری را به دست بیاورد، که برای برنامه‌ریزی فروش کاربرد دارد.

## حریم خصوصی
مخالفان دوربین مداربسته بر این عقیده‌اند که با استفاده از دوربین‌های مداربسته حریم خصوصی زیر سؤال می‌رود و این دوربین‌ها تأثیر منفی بر آزادی معنوی دارند. آن‌ها همچنین عقیده دارند؛ که دوربین مداربسته جرم و جنایت را کاهش نمی‌دهد.

## آمار استفاده از دوربین‌های مداربسته

### انگلستان
در انگلستان ۴٫۲ میلیون دوربین مداربسته وجود دارد. شهر لندن بیشتر از هر شهر دیگری در جهان دوربین مداربسته دارد.

## کارآمدی دوربین مداربسته
کارآمدی دوربین مداربسته و به تبع آن، سامانهٔ نظارت تصویری بستگی به اصالت، کیفیت، امنیت تبادل اطلاعات و سهولت کاربری آن دارد. تعدد اجناس تقلبی در بازار نظارت تصویری موجب شد اتحادیهٔ مربوط، به خریداران هشدار دهد پیش از خرید تجهیزات نظارت تصویری، اصالت آن را بررسی کنند. با توجه به این نیاز، پایگاه استعلام اصالت و کیفیت تجهیزات نظارت تصویری راه‌اندازی شد.

## انتقال تصویر دوربین مداربسته
انتقال تصویر دوربین مداربسته (CCTV) به معنی دسترسی به تصاویر ویدئویی از راه دور است. این کار اغلب برای نظارت و امنیت بیشتر استفاده می‌شود. برای انتقال تصویر دوربین مداربسته به صورت موثر، می‌توانید از روش‌های زیر استفاده کنید:

### 1. انتقال تصویر از طریق کابل شبکه (LAN)
- در این روش، دوربین‌های مداربسته به صورت مستقیم به شبکه محلی (LAN) متصل می‌شوند.
- با استفاده از نرم‌افزار‌های مدیریت تصاویر دوربین مثل نرم افزار DMSS، می‌توانید تصاویر را روی کامپیوتر‌های متصل به همان شبکه مشاهده کنید.

### 2. انتقال تصویر از طریق اینترنت (P2P)
- بسیاری از دوربین‌های مدرن از فناوری P2P (نقطه به نقطه) پشتیبانی می‌کنند که به کاربران اجازه می‌دهد بدون نیاز به آی‌پی استاتیک، تصاویر را از راه دور مشاهده کنند.
- فقط کافی است دوربین را به مودم اینترنت متصل کرده و از طریق اپلیکیشن‌های مخصوص به تصاویر دسترسی پیدا کنید.

### 3. استفاده از آی‌پی استاتیک (Static IP)
- در این روش، یک آی‌پی استاتیک به دستگاه XVR یا NVR اختصاص داده می‌شود.
- پس از پیکربندی پورت‌ها و تنظیمات مودم، می‌توانید از هر مکانی با وارد کردن آی‌پی استاتیک و پورت مربوطه، تصاویر دوربین‌ها را مشاهده کنید.

### 4. انتقال تصویر با استفاده از DDNS
- در صورتی که آی‌پی استاتیک در دسترس نباشد، می‌توانید از سرویس‌های DDNS (سیستم نام دامنه پویا) استفاده کنید.
- این سرویس‌ها به آی‌پی پویا، یک نام دامنه اختصاص می‌دهند که به شما امکان دسترسی از راه دور به دوربین را می‌دهد.

### 5. استفاده از دستگاه NVR با قابلیت انتقال تصویر
- دستگاه‌های NVR جدید معمولاً قابلیت انتقال تصاویر از طریق شبکه و اینترنت را دارند. کافی است NVR را به شبکه متصل کنید و با تنظیمات مربوطه، تصاویر را مشاهده کنید.